# Front Page Sports Baseball '94
Pour les articles homonymes, voir Frontpage (homonymie).
Front Page Sports Baseball '94 est un jeu vidéo de baseball développé par Dynamix et publié par Sierra On-Line en 1994 sur PC. Il est développé par la même équipe que la série Front Page Sports Football. Comme ce dernier, il permet non seulement de simuler des matchs de baseball mais aussi de gérer les autres aspects de ce sport, dont le coaching et le management de l’équipe. 

## Accueil
| Front Page Sports Baseball '94 |      |       |
| Média                          | Pays | Notes |
| Computer Gaming World          | US   | 4.5/5 |
| Electronic Entertainment       | US   | 3/5   |